# 詹雨

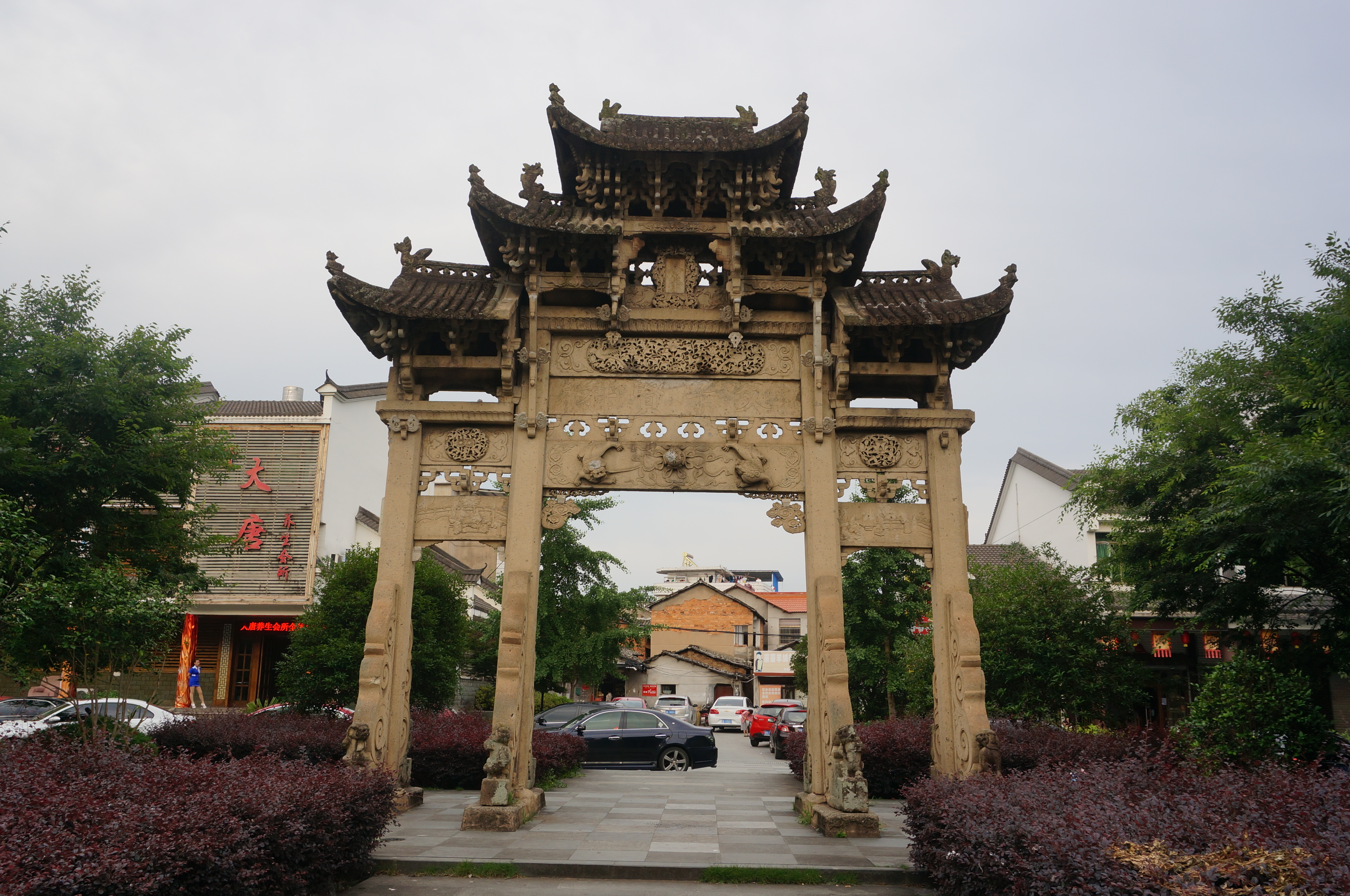
松阳县下马街詹宝兄弟进士牌坊

詹雨（1438年—？），字天澤，號素履，浙江處州府松陽縣人，明朝政治人物。進士出身。

## 生平
成化元年（1465年）舉乙酉科浙江鄉試第七名舉人。成化二年（1466年）聯捷丙戌科會試第三十七名，殿試登進士第二甲第三十九名。成化二十一年（1485年）任廣東韶州府知府。官至广东左参政。

## 家族
曾祖父詹鈞玘、祖父詹國方、父亲詹景威，曾任主簿。
其弟詹宝亦为成化丙戌科进士，官至新昌知縣。今松阳县城东下马街尚存詹宝兄弟进士牌坊。